# 秋野総本店薬局
秋野総本店薬局（あきのそうほんてんやっきょく）は、合資会社一の秋野総本店が経営する薬局。所在地は北海道札幌市中央区南1条西1丁目12番地。
創業1872年（明治5年）で、札幌最古の薬種売薬店である。
当時の商号は「秋野保全堂薬輔」（一の秋野薬輔）であった。「一の秋野薬輔」（代表者・秋野幸三郎）は、大正期までに40数件暖簾分けをしている。
現存する建物は1901年（明治34年）竣工。切妻屋根の土蔵造りに石蔵が備わった店舗は、建設当時の札幌の商店の様子を色濃く残しており、さっぽろ・ふるさと文化百選のNo.007に選定されている。

## 取り上げた番組
- マハトマパンチ（札幌テレビ放送）
2012年4月8日の第1回放送で、イギリス人のプリティとイタリア人のニコの外人男性2人が当薬局を訪れた[2]。

- ファミリーヒストリー（NHK総合）
2018年7月20日北海道先行放送、2018年7月30日全国放送。